# Zuil van Phocas

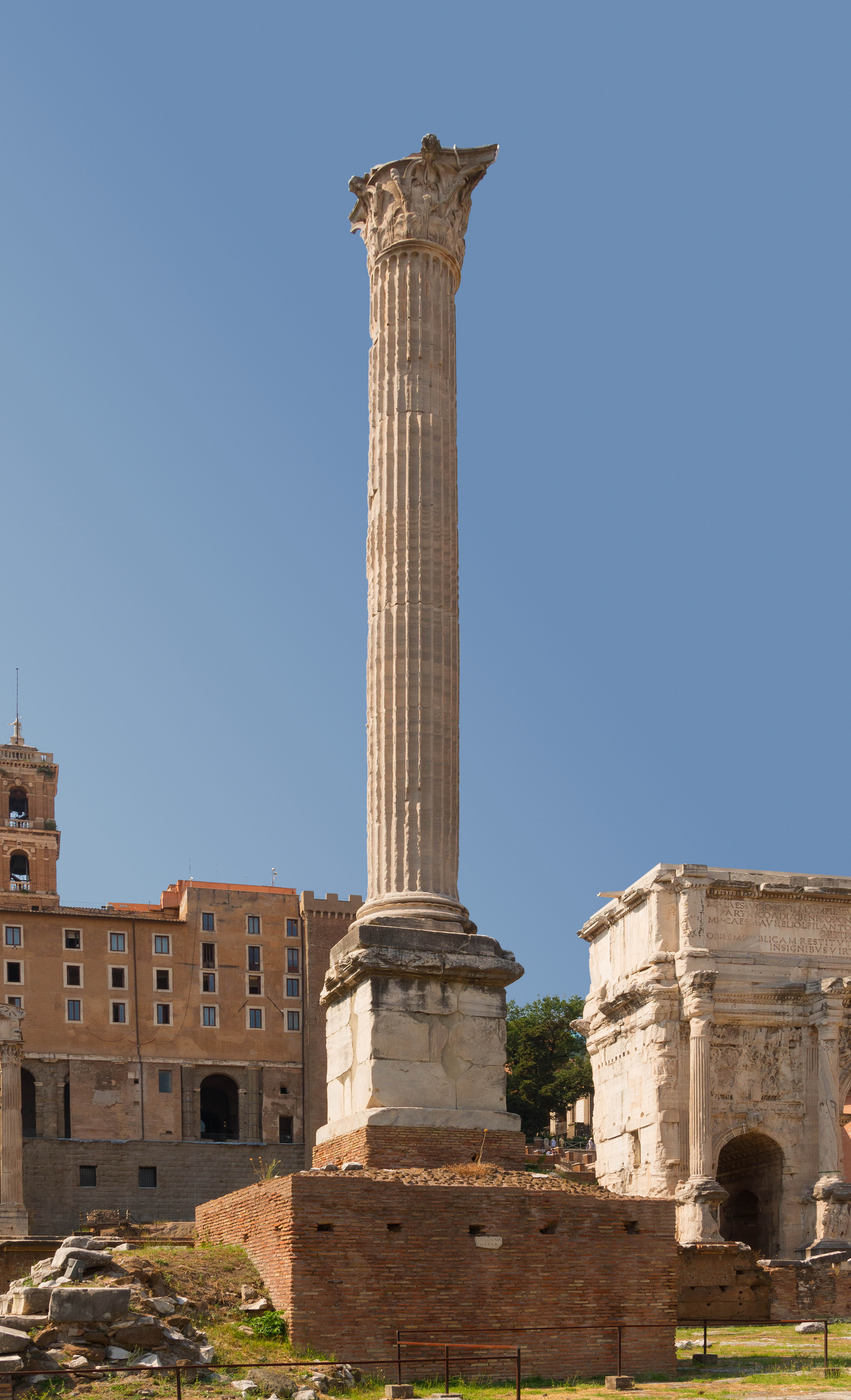
De Zuil van Phocas

De Zuil van Phocas is een marmeren erezuil op het Forum Romanum in Rome.

## Geschiedenis
De Zuil van Phocas is opgericht ter ere van de Byzantijnse keizer Phocas in 608, en is daarmee het laatste bouwwerk dat aan het oude Forum Romanum werd toegevoegd. De reden voor het aan Phocas wijden van de zuil is niet geheel duidelijk, maar is mogelijk gedaan omdat Phocas het Pantheon aan paus Bonifatius IV schonk zodat deze als christelijke kerk gebruikt kon worden. In ruil hiervoor heeft Bonifatius bemiddeld bij de Lombarden, zodat Smaragdus, de voormalige exarch van Ravenna zijn positie weer terugkreeg. 
Als dank hiervoor liet Smaragdus op een oudere erezuil een verguld beeld van keizer Phocas plaatsen. Hij wijdde de zuil aan hem op 1 augustus 608. Het vergulde beeld werd vermoedelijk al snel weer verwijderd.

## De zuil
De Zuil van Phocas is in de Korinthische orde en is waarschijnlijk ergens in de 3e eeuw gemaakt. De zuil was al eerder gebruikt als erezuil voor Diocletianus, wiens standbeeld bovenop stond. De oudere inscriptie werd weggebeiteld om plaats te maken voor die ter ere van Phocas.
De zuil staat voor de Rostra, tussen de Basilica Aemilia en de Basilica Julia in. Naast de zuil liggen de restanten van nog zeven andere erezuilen. De Zuil van Phocas is 13,6 meter hoog en staat op een vierkante marmeren voet. De bakstenen fundering die tegenwoordig te zien is onder de zuil zat ten tijde van de oprichting onder het grondniveau. De huidige bodem van het Forum is afgegraven tot de diepte ten tijde van Augustus en was in de 7e eeuw al een paar meter hoger.